# 地蔵寺 (下呂市)
地蔵寺（じぞうじ）は岐阜県下呂市宮地にある地蔵菩薩を本尊とする臨済宗妙心寺派の寺院で、山号は金錫山。
永禄2年（1559年）、領主の三木良頼により、禅昌寺3世の仁谷智腆を開山として建立される。本尊の延命地蔵菩薩は年代不明であるが胎内仏を有する珍しいもので、祖中という人物がその子息の菩提のために背負って行脚していたものがこの地で重たくなったため安置したものと伝わる。別名を孕み地蔵、子育て地蔵と称する。寺院の堂宇は貞享2年（1685年）と文政3年（1820年）に改築されている。明治時代に至り廃仏毀釈運動により廃寺となった中津川の雲林寺の本尊が福岡法界寺を経て当寺に至り祀られている。これら二つの地蔵菩薩は岐阜県指定の文化財に指定されている。
地蔵菩薩には内臓の病に利益があるとされ、境内には奉納されたものを含め多くの地蔵菩薩の石像があり、癌封じの寺として知られている。寺が管理している宮地観音堂は別称清浄堂と称し、益田三十三観音霊場の12番札所となっている。また、同じく管理下の野尻にある具足堂は同13番札所である。